# (6352) Schlaun
(6352) Schlaun ist ein Asteroid des Hauptgürtels, der am 16. Oktober 1977 von dem niederländischen Astronomenehepaar Cornelis Johannes van Houten und Ingrid van Houten-Groeneveld entdeckt wurde. Die Entdeckung geschah im Rahmen des dritten Trojaner Surveys, bei dem von Tom Gehrels mit dem 120-cm-Oschin-Schmidt-Teleskop des Palomar-Observatoriums aufgenommene Feldplatten an der Universität Leiden durchmustert wurden.
Benannt wurde er nach dem deutschen Architekten Johann Conrad Schlaun (1695–1773), der als der bedeutendste Baumeister des Westfälischen Barocks gilt.